# 米爾切什蒂鄉
47°04′00″N 26°51′00″E / 47.0667°N 26.85°E
米爾切什蒂鄉（羅馬尼亞語：Comuna Mircești, Iași），是羅馬尼亞的鄉份，位於該國東北部，由雅西縣負責管轄，面積18平方公里，海拔高度207米，2007年人口3,739，人口密度每平方公里207人。